# Veronica Akselsen
Veronica Akselsen (Skarnes, 30 gennaio 1986) è una cantante norvegese.

## Biografia
Figlia del cantante Elias Akselsen, Veronica Akselsen ha pubblicato il suo album di debutto Fattige var de som først fikk se nel 2004. Nel 2006 ha partecipato al Melodi Grand Prix, il programma di selezione del rappresentante norvegese all'Eurovision Song Contest, cantando Like a Wind, senza però raggiungere la superfinale. Nel 2008 ha ritentato la selezione eurovisiva nazionale con Am I Supposed to Love Again, raggiungendo questa volta la finalissima e piazzandosi 4ª. Nel 2010 il suo secondo album Blod og ild ha debuttato alla 35ª posizione della classifica norvegese. Oltre a esibirsi come solista, dal 2012 canta anche con il padre, il fratello Stig e la sorella Kristine nel gruppo folk Familien Akselsen.

## Discografia

### Album in studio
- 2004 – Fattige var de som først fikk se
- 2010 – Blod og ild

### Singoli
- 2005 – Det er du som er min/Hvor er du nå?
- 2006 – Come and See Right Thru' Me/Like a Wind
- 2008 – Am I Supposed to Love Again
- 2010 – Fest uti segenarlegren